# 圣马凯尔迪布瓦
圣马凯尔迪布瓦（法語：Saint-Macaire-du-Bois，法語發音：[sɛ̃ makɛʁ dy bwa] ⓘ）是法国曼恩-卢瓦尔省的一个市镇，位于该省南部偏东，属于索米尔区。

## 地理
圣马凯尔迪布瓦（47°7'2"N, 0°17'18"W）面积13.06 平方千米，位于法国卢瓦尔河地区大区曼恩-卢瓦尔省，该省份为法国西部内陆省份，大致对应安茹地区，北起顺时针与马耶讷省、萨尔特省、安德尔-卢瓦尔省、维埃纳省、德塞夫勒省、旺代省、大西洋卢瓦尔省和伊勒-维莱讷省接壤。
与圣马凯尔迪布瓦接壤的市镇（或旧市镇、城区）包括：勒皮诺特尔达姆、洛雷达让通、安茹地区杜埃、利斯-上莱永。

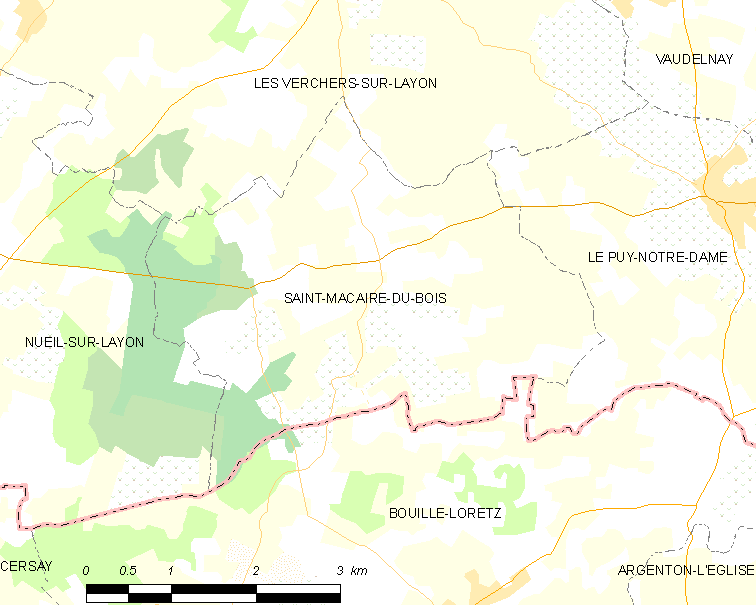
圣马凯尔迪布瓦的OSM定位图

圣马凯尔迪布瓦的时区为UTC+01:00、UTC+02:00（夏令时）。

## 行政
圣马凯尔迪布瓦的邮政编码为49260，INSEE市镇编码为49302。

## 政治
圣马凯尔迪布瓦所属的省级选区为安茹地区杜埃县。

## 人口

1962-2008年间圣马凯尔迪布瓦人口变化图示

圣马凯尔迪布瓦于2022年1月1日时的人口数量为442人。